# Stetchworth
Stetchworth är en ort och civil parish i Storbritannien.   Den ligger i distriktet East Cambridgeshire, grevskapet Cambridgeshire och riksdelen England, i den sydöstra delen av landet, 80 km norr om huvudstaden London. Stetchworth ligger 108 meter över havet och antalet invånare är 704.
Terrängen runt Stetchworth är huvudsakligen platt. Stetchworth ligger uppe på en höjd. Runt Stetchworth är det ganska tätbefolkat, med 149 invånare per kvadratkilometer. Närmaste större samhälle är Cambridge, 19,3 km väster om Stetchworth. Trakten runt Stetchworth består till största delen av jordbruksmark.